# Breakthrough/Let's Say I Do
「Breakthrough/Let's Say I Do」（ブレイクスルー/レッツセイアイドゥ）は川畑要2枚目のシングル。2013年1月30日発売。

## 楽曲

### Breakthrough
2011年「ソロツアー2011 -breakthrough-」にて披露された、2013年1月23日先行配信の「突破口」を意味する「Breakthrough」。
歌詞に人生先は長い意味合いが込められた川畑の知り合いの格闘家の引退に捧げる曲であったが、2012年11月に2013年2月1日公開映画「ベルセルク 黄金時代篇III 降臨」エンディングテーマとして主人公のガッツやグリフィス、自身の前進するイメージを込めた歌詞に変更。川端は作詞をする際「ベルセルク 黄金時代篇III 降臨」の窪岡俊之監督やスタッフと対面、映画「ベルセルク 黄金時代篇I 覇王の卵」・「ベルセルク 黄金時代篇II ドルドレイ攻略」・未完成当時の「ベルセルク 黄金時代篇III 降臨」・原作を参考にした。
編曲は映画音楽担当である 鷺巣詩郎に川畑が依頼、生まれ変わり、ディレクターの東弘明が手掛けた川畑の出演するMVはオーストラリアのストックトン砂丘などで撮影。ディスクジャケットの通常盤初回初回出荷分には「ベルセルク 黄金時代篇III 降臨」総作画監督である恩田尚之が描き下ろした「蝕」後のガッツのワイドキャップ仕様、川畑の衣装はガッツをイメージ。

### Let's Say I Do
2012年12月19日先行配信の「Let's Say I Do」は川畑がT.KURA・MICHICOに制作を依頼、「結婚、誓い」をテーマとした歌詞であり、振付はRuiが担当したダンスR&B楽曲であり、ディレクターのATが手掛けたPVには川畑、Rui、KEiSUKE、SHO-TA、50が出演。

### 白い恋人達
「白い恋人達」カバーは谷口尚久がプロデュース担当、「TOKYO GIRL」に収録されている斉藤和義のカバー「歩いて帰ろう」同様、川畑がカラオケで歌いたくなる曲であり、カバー曲を収録するにあたり原曲が最上であるとリスペクトし原曲に忠実であるよう楽曲制作者に依頼、3、4回のレコーディングで決めている。

## キャンペーン
川畑は1月19日アスナル金山（名古屋市）を皮切りに、20日パセオ（札幌市）、26日ららぽーと豊洲、27日キャナルシティ博多、30日クイーンズスクエア横浜、2月2日イオンレイクタウンkaze（越谷市）、3日「あべのキューズモール」（大阪市）の各所にてフリーライブと先着予約購入者限定握手会を開催。

## リリース
DVD同梱の初回限定盤A・Bと通常盤の3形態で発売。
初回限定盤AのDVD
- ミュージック・ビデオとメイキング、デビュー曲「TOKYO GIRL」発売記念イベントの模様を収録。

初回限定盤BのDVD
- 「縦列駐車マスターへの道」「breakthrough!嫌いな物を克服せよ!」収録。

通常盤
- 「Breakthrough」「Let's Say I Do」2曲のInstrumentalを追加収録。

## 収録曲

### 初回限定盤A・B
CD
1. Breakthrough [4:44]
作詞：田中秀典・川畑要／作曲：UTA・川畑要／
編曲：鷺巣詩郎・挾間美帆・CHOKKAKU
ワーナー・ブラザース配給映画『ベルセルク 黄金時代篇III 降臨』主題歌
2. Let's Say I Do [3:43]
作詞：MICHICO／作曲：T.KURA・MICHICO／編曲：T.KURA
3. 白い恋人達 [4:39]（桑田佳祐のカバー）
作詞・作曲：桑田佳祐／編曲：桑田佳祐・谷口尚久・川畑要

DVD
- 初回限定盤A

1. 「Let's Say I Do」ミュージック・ビデオ
2. 「Let's Say I Do」ミュージック・ビデオ MAKING
3. デビュー・シングル・リリース記念イベント@アリオ亀有

- 初回限定盤B

1. 縦列駐車マスターへの道
2. breakthrough!嫌いな物を克服せよ!

初回プレス特典
1. 生写真3種中1種封入
2. 「ボイス入り目覚まし時計」・「メッセージ&サイン入り色紙」プレゼント応募・川畑へのカバー楽曲リクエストアンケートハガキ封入

### 通常盤
1. Breakthrough
2. Let's Say I Do
3. 白い恋人達
4. Breakthrough　instrumental
5. Let's Say I Do　instrumental

初回プレス特典
1. 生写真3種中1種封入
2. 「ボイス入り目覚まし時計」・「メッセージ&サイン入り色紙」プレゼント応募・川畑へのカバー楽曲リクエストアンケートハガキ封入
3. 「ベルセルク」恩田尚之描き下ろしワイドキャップ仕様